# Rhizophagus
Rhizophagus (лат. ) — род жуков из семейства Монотомиды (Ризофагиды).

## Описание
Мелкие жуки длиной от 2 до 5 мм. Форма тела узкая, вытянутая. Взрослые особи часто собираются под корой мертвых и зараженных грибами деревьев. Взрослые особи Rhizophagus, можно найти в галереях короедов.
Некоторые виды Rhizophagus являются хищниками яиц жуков-короедов, а один особый вид, Rhizophagus grandis, был выпущен в рамках программ биоконтроля жуков-короедов Dendroctonus в Европе и Северной Америке. Тем не менее, известно, что виды в этих родах питаются грибковыми побочными продуктами, встречающимися в галереях. Известно, что Rhizophagus bipustulatus, R. dispar и R. brunneus разносят споры патогенных грибов Ceratocystis (порядок Микроасковые), а жук Rhizophagus brunneus является важным вектором пяти видов Ceratocystis в осинах.
С разлагающимися телами связан вид Rhizophagus parallelocollis Gyllenhal из Европы. Он часто встречается на кладбищах, и их имаго и личинки встречаются на захороненных телах в гробах, где он может питаться личинками мух-горбаток (Phoridae), ассоциированных с погребенными телами.

## Классификация
Около 50 видов. В Европе 18 видов. Долгое время род включали в состав семейства Rhizophagidae, пока его не переименовали в современное Monotomidae. Некоторые авторы рассматривали Rhizophagus в составе Nitidulidae.

### Виды
- Rhizophagus aeneus Richter, 1820
- Rhizophagus approximatus LeConte, 1866
- Rhizophagus atticus Tozer, 1968
- Rhizophagus beasoni Sen Gupta & De, 1988
- Rhizophagus bipustulatus (Fabricius, 1792)
- Rhizophagus brancsiki Reitter, 1905
- Rhizophagus brunneus Horn, 1879
- Rhizophagus championi Sen Gupta & De, 1988
- Rhizophagus cribratus (Gyllenhal, 1827)
- Rhizophagus cylindricus Stephens, 1830
- Rhizophagus depressus (Fabricius, 1792)
- Rhizophagus dimidiatus Mannerheim, 1843
- Rhizophagus dispar (Paykull, 1800)
- Rhizophagus ferrugineus (Paykull, 1800)
- Rhizophagus galbus Bousquet, 1990
- Rhizophagus ghumus Sen Gupta & De, 1988
- Rhizophagus grandis Gyllenhal, 1827
- Rhizophagus grouvellei Méquignon, 1913
- Rhizophagus indicus (Méquignon, 1913)
- Rhizophagus intermedius Apfelbeck, 1916
- Rhizophagus japonicus Reitter, 1884
- Rhizophagus kali Sen Gupta & De, 1988
- Rhizophagus lineatus Sen Gupta & De, 1988
- Rhizophagus longiceps Casey, 1916
- Rhizophagus microps Jelínek, 1984
- Rhizophagus minutus Mannerheim, 1853
- Rhizophagus nitidulus (Fabricius, 1798)
- Rhizophagus nobilis (Lewis, 1893)
- Rhizophagus oblongicollis Blatch & Horner, 1892
- Rhizophagus pahalgamus Sen Gupta & Biswas, 1977
- Rhizophagus paralellicollis Gyllenhal, 1827
- Rhizophagus parviceps Reitter, 1884
- Rhizophagus parvulus (Paykull, 1800)
- Rhizophagus perforatus Erichson, 1845
- Rhizophagus picipes (Olivier, 1790)
- Rhizophagus pratapi Sen Gupta & De, 1988
- Rhizophagus procerus Casey, 1884
- Rhizophagus protensus Reitter, 1890
- Rhizophagus pseudobrunneus Bousquet, 1990
- Rhizophagus puncticollis (Sahlberg, 1837)
- Rhizophagus pusillus Bousquet, 1990
- Rhizophagus remotus LeConte, 1866
- Rhizophagus rufus Stephens, 1830
- Rhizophagus sayi Schaeffer, 1913
- Rhizophagus sculpturatus Mannerheim, 1842
- Rhizophagus similaris Reitter, 1876
- Rhizophagus simplex Reitter, 1884
- Rhizophagus singularis Sen Gupta & De, 1988
- Rhizophagus subtilis Reitter, 1872
- Rhizophagus subvillosus Reitter, 1884
- Rhizophagus suturalis Jelinek, 1965
- Rhizophagus unicolor (Lucas, 1846)
- Rhizophagus ussuriensis Nikitsky, 1984